# Zébé II
Zébé II (ou Tsébé) est une localité du Cameroun située dans la commune de Yagoua, le département du Mayo-Danay et la Région de l'Extrême-Nord, à la frontière avec le Tchad.

## Population
En 1967, le village Tsebe comptait 1 157 habitants, principalement Massa ou Peuls.
En 2005, le recensement distingue Zébé I et Zébé II. On dénombre alors 992 personnes à Zébé II.